# Mustelus norrisi
Mustelus norrisi är en hajart som beskrevs av Springer 1939. Mustelus norrisi ingår i släktet Mustelus och familjen hundhajar. IUCN kategoriserar arten globalt som otillräckligt studerad. Inga underarter finns listade i Catalogue of Life.